# Hong Hwa-ri
Hong Hwa-ri (em coreano: 홍화리), nascida em 21 de fevereiro de 2005, é uma atriz sul-coreana.

## Filmografia

### Filmes
| Ano  | Título        | Papel             |
| ---- | ------------- | ----------------- |
| 2015 | Love Forecast | moça Kim Hyun-woo |

### Séries de televisão
| Ano  | Título         | Papel         | Rede |
| ---- | -------------- | ------------- | ---- |
| 2014 | Wonderful Days | Kang Dong-joo | KBS2 |
| 2015 | Blood          |               | KBS2 |

## Prêmios e indicações
| Ano  | Prêmio                | Categoria          | Obra indicada  | Resultado |
| ---- | --------------------- | ------------------ | -------------- | --------- |
| 2014 | 7º Korea Drama Awards | Melhor jovem atriz | Wonderful Days | Indicado  |
| 2014 | KBS Drama Awards      | Melhor jovem atriz | Wonderful Days | Venceu    |